# Säulen der ehemaligen Brückenwache

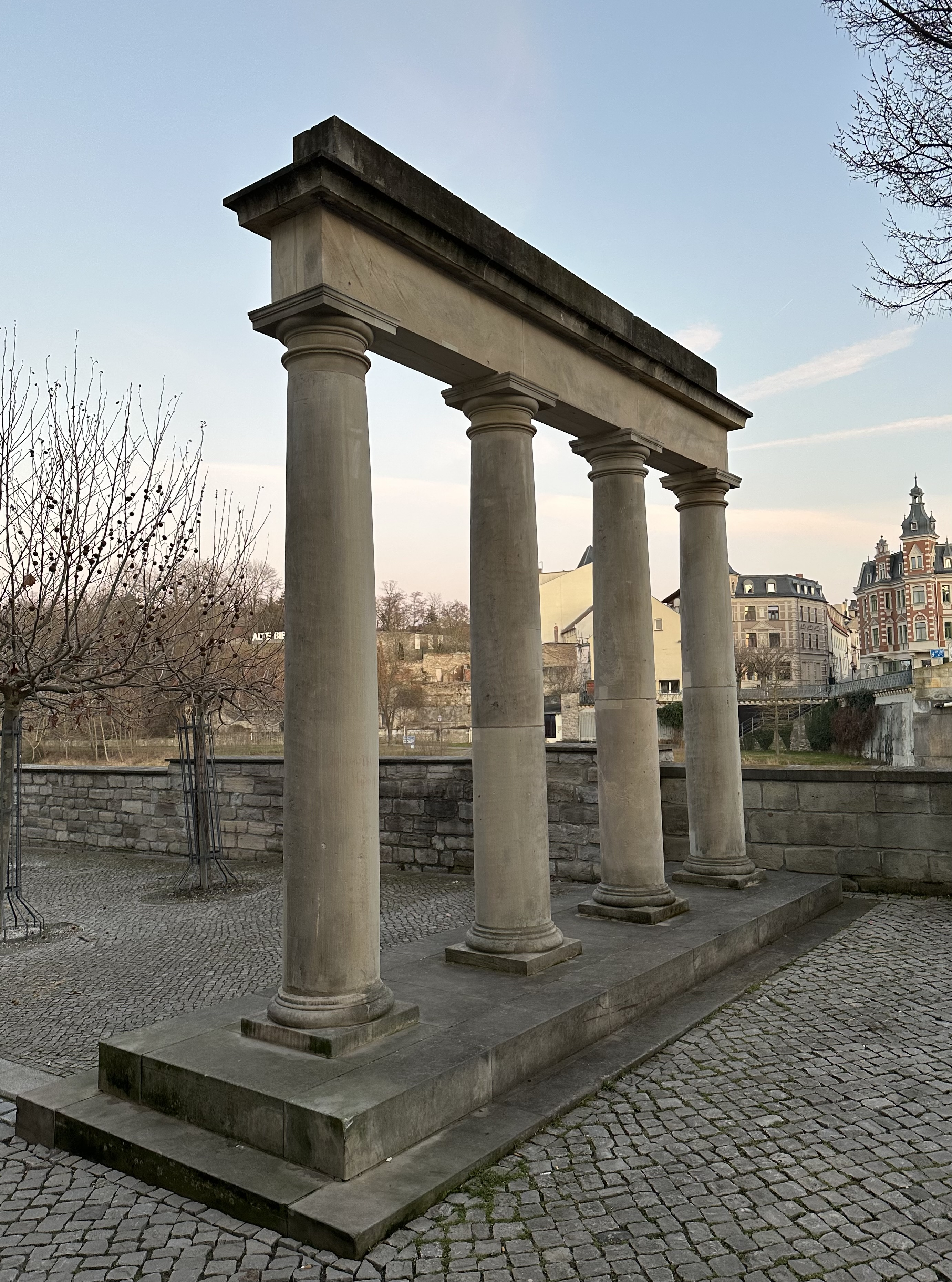
Säulen an der Wachgasse, 2025

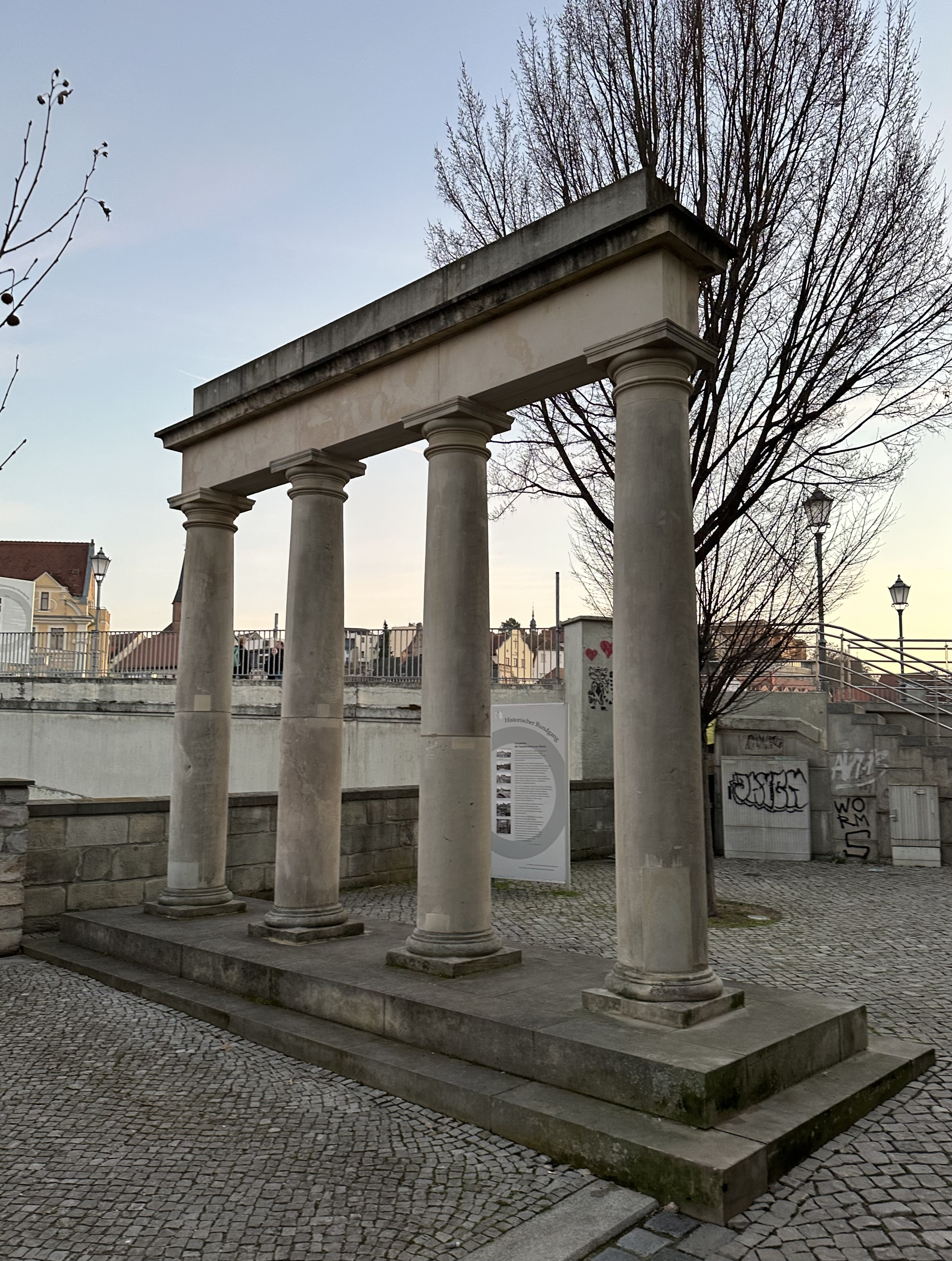
Blick von Norden

Die Säulen der ehemaligen Brückenwache sind eine denkmalgeschützte Gruppe von Säulen in Bernburg (Saale) in Sachsen-Anhalt.

## Lage
Die Säulen befinden sich in der Bernburger Talstadt oberhalb des linken Ufers der Saale am südlichen Ende der Wachgasse. Südwestlich der Säulen befindet sich die Marktbrücke.

## Architektur und Geschichte
Ursprünglich gehörten die vier dorischen Sandsteinsäulen zum historischen Brücktor und der ehemaligen Brückenwache. Sie bildeten den Portikus des 1800 von Fürst Alexius in Auftrag gegebenen Wachgebäudes und stützten dessen Vorhalle. Am Wachgebäude wurde der Wegezoll zwischen Tal- und Bergstadt kassiert. Beim Abriss dieser Anlagen wurden die 3,8 Meter hohen Säulen 1870 geborgen. Das Wachhaus wurde 1934 für die Errichtung der neuen Marktbrücke abgerissen, die Säulen jedoch geborgen. Mit der Fertigstellung der Brücke wurden die Säulen dann am 14. April 1935 an gleicher Stelle vor der südwestlichen Giebelwand eines zweigeschossigen Gebäudes am südlichen Anfang der Wachgasse, an der Adresse Wachgasse 1 aufgestellt. 
Giebelwand und Säulen wurden 1980 von der Bernburger Maurerfirma Walter Händler (Ilberstedter Straße) denkmalgerecht saniert. Die Arbeiten wurden insbesondere vom Altgesellen Gerhard Schöne durchgeführt, der in Abgrenzung zum damals sehr bekannten gleichnamigen Liedermacher Pippe genannt wurde und leider wenige Jahre danach bei einem Gerüststurz verunglückte. Die Kosten teilten sich die Stadt Bernburg und der damalige Hausbesitzer Klaus-Dieter Zöbisch. 
2006 wurde das Gebäude abgerissen und die Säulen zunächst im Bauhof eingelagert. Andere Angaben nennen das Jahr 2005.
Nach mehreren Jahren der Einlagerung wurde 2015 entschieden, die Säulen wieder in der Wachgasse aufzustellen. Die Kostenschätzung belief sich auf 80.000 bis 120.000 €. Zunächst war ein Wiederaufbau für Ende 2016 vorgesehen, konnte jedoch witterungsbedingt nicht durchgeführt werden. 2017 erfolgte dann die Wiederaufstellung der Säulen auf einem treppenartigen Sockel. Das Umfeld war ebenfalls neu gestaltet worden.
Die Säulen bestehen aus jeweils drei Segmenten à 800 bis 900 Kilogramm und haben einen Durchmesser von 0,5 Metern. Die Arbeiten wurden von der Firma Mönch Naturstein aus Heidenau unter Steinmetz Pascal Krell durchgeführt, die zuvor eine Restaurierung der Säulen vorgenommen hatte. Die Säulen wurden geklammert und erhielten, da sie nun nicht mehr an der Front eines Hauses, sondern frei stehen, unter Verwendung neuer Teile eine neue Rückseite. Die Gesamtkosten beliefen sich auf 700.000 €, die aus Mitteln der Förderprogramme „Aktive Stadt und Ortsteilzentren“ sowie „Städtebaulicher Denkmalschutz“ gefördert wurden. Ende Mai 2017 mussten die Arbeiten jedoch unterbrochen und konnten erst am 14. August 2017 wieder aufgenommen werden, da unklar war mit welcher Zuglast die vertikalen Elemente vorgespannt werden mussten. Letztlich wurden die im Inneren hohlen Säulen mit einer Zugkraft von 15 Tonnen vorgespannt. Die Hohlräume wurden verpresst.
Im Denkmalverzeichnis des Landes Sachsen-Anhalt sind die Säulen unter der Erfassungsnummer 094 60756 als Baudenkmal verzeichnet.